# Breitblättriges Wollgras
Das Breitblättrige Wollgras (Eriophorum latifolium) ist eine Pflanzenart aus der Gattung der Wollgräser (Eriophorum) innerhalb der Familie der Sauergrasgewächse (Cyperaceae). Sie ist in Eurasien verbreitet.

## Beschreibung

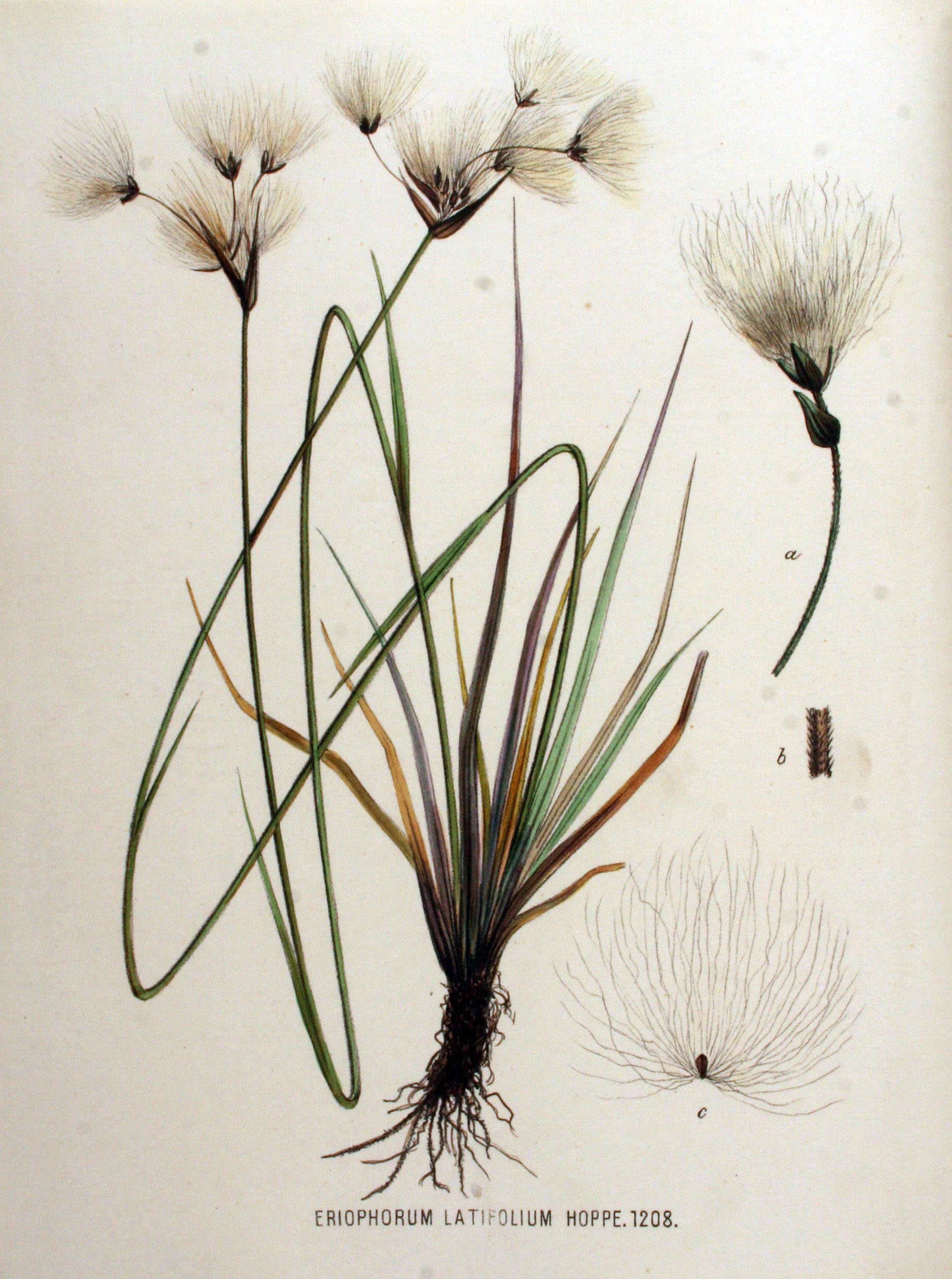
Illustration aus Flora Batava, Band 16

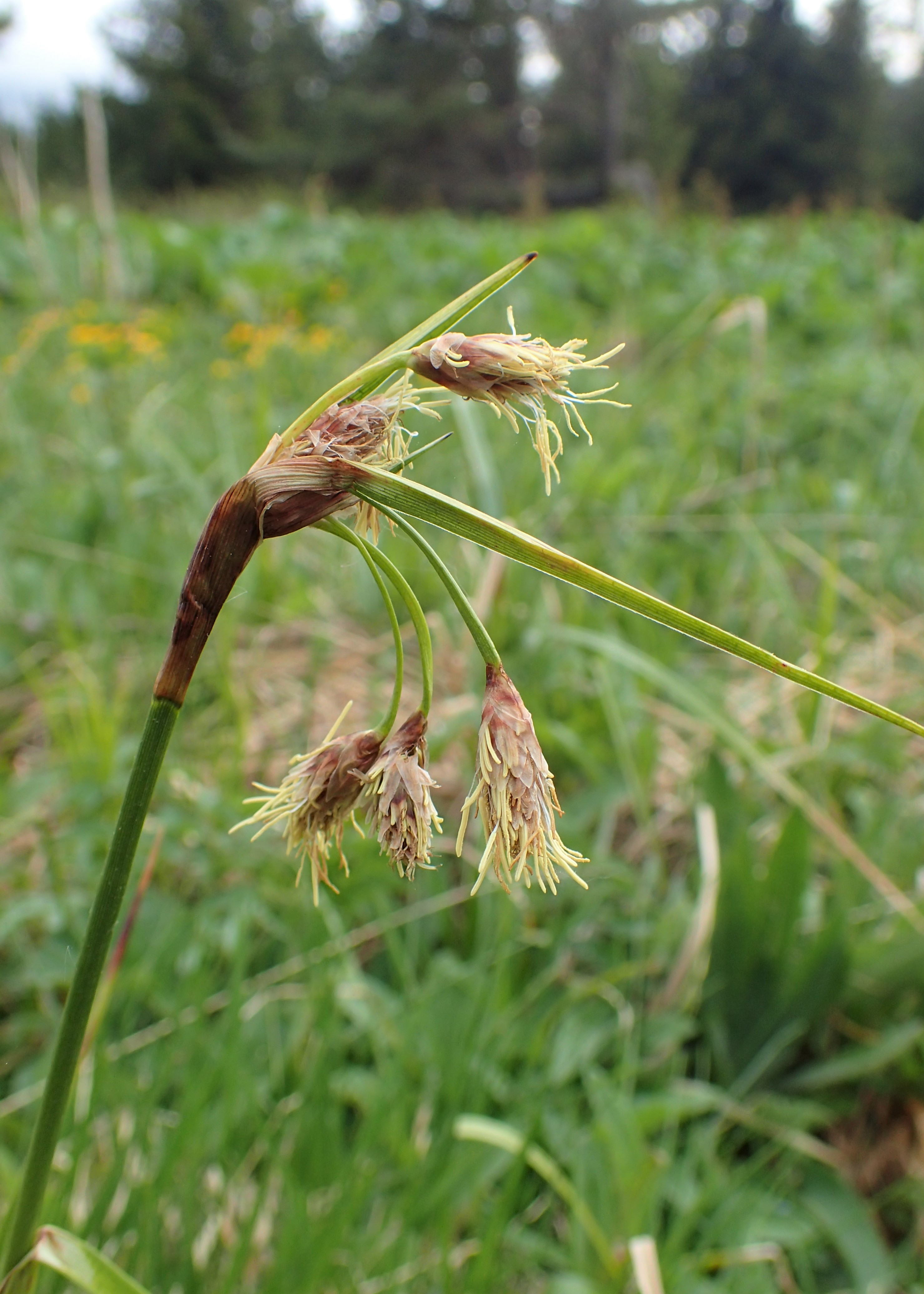
Breitblättriges Wollgras (Eriophorum latifolium) blühend im Witoschagebirge in Bulgarien

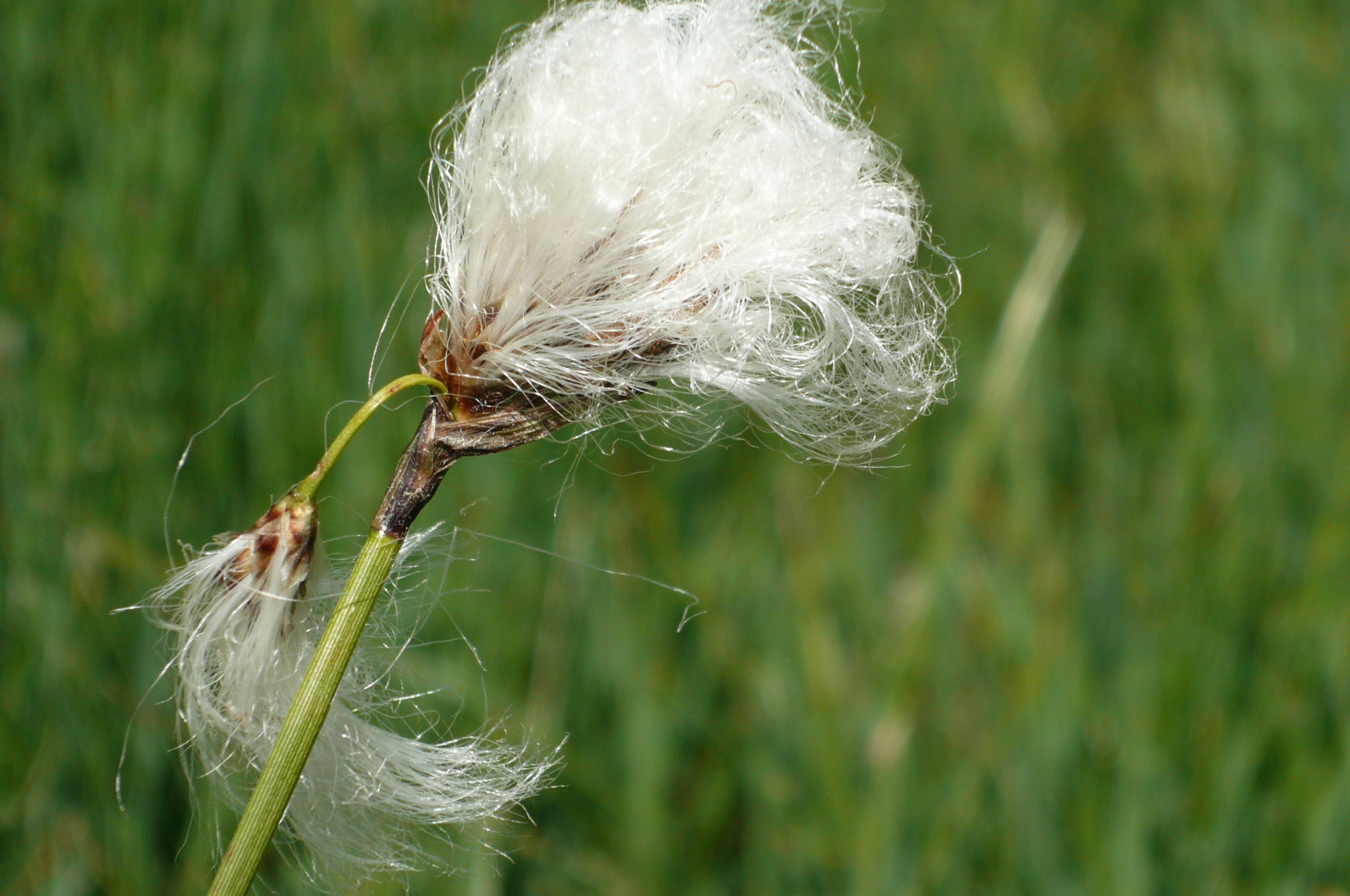
Fruchtstand im Detail

### Vegetative Merkmale
Das Breitblättrige Wollgras ist eine überwinternd grüne, ausdauernde, krautige Pflanze, die Wuchshöhen von 30 bis 120 Zentimetern erreicht. Sie wächst rasenartig und übersteht den Winter mit ihrem Rhizom, das kurze unterirdische Ausläufer ausbildet. Es besitzt einen dreikantigen, stumpfen, aber glatten Stängel, der am Grund häufig auch rund ist. Die Laubblätter sind flach bis schwach gekielt, etwa 2 bis 8 (bis 9) Millimeter breit und häufig zweimal gefaltet. Die Blattscheiden sind nicht aufgeblasen und häufig etwas spitzer als beim sehr ähnlichen Schmalblättrigen Wollgras. Besonders die oberste Blattscheide ist dem Stängel eng anliegend.

### Generative Merkmale
Die Blütezeit reicht April bis Juni. Der Blütenstand enthält vier bis zwölf nahezu sitzende bis zu 6 Zentimeter lang gestielte Ährchen, deren Ährchenstiele rau sind und dicht mit rückwärts ausgerichteten Borsten besetzt sind. Die Ährchen sind zur Blütezeit 6 bis 10 Millimeter lang, 3 bis 5 Millimeter breit und etwa 15- bis 30-blütig. Die Spelzen sind länglich eiförmig bis lanzettlich, lang zugespitzt, 5 bis 7 Millimeter lang und 1,5 bis 2 Millimeter breit, graubraun mit schwarzem Mittelstreifen und schmalem hyalinem Rand. Hinter jeder Spelze befinden sich drei Staubblätter und ein Griffel mit drei Narben, die jedoch von Borsten umgeben sind, die sich nach der Anthese auf 3 bis 4 Zentimeter verlängern. Die langen Blütenhüllfäden der Früchte bilden den bezeichnenden weißen Wollschopf der Wollgräser (Eriophorum). Die Früchte sind stumpf dreikantig, 3 Millimeter lang und 1,3 Millimeter breit, rotbraun mit fein erhaben punktierter Oberfläche.
Die Chromosomenzahl beträgt 2n = 58, seltener 72.

## Ökologie
Das Breitblättrige Wollgras ist ein Hemikryptophyt und Helophyt. Die im zeitigen Frühjahr blühenden Blütenstände (Infloreszenzen) sind vorweiblich (proterogyn). Die Bestäubung erfolgt durch den Wind (Anemophilie). Die Ausbreitung der Diasporen erfolgt durch den Wind (Anemochorie).

## Vorkommen
Das Breitblättrige Wollgras ist in Europa bis zum Kaukasus, in der Mongolei und im nördlichen Korea verbreitet. In Europa kommt es in fast allen Ländern vor und fehlt nur in Portugal, Island, Belarus, Nordmazedonien und im europäischen Teil der Türkei. In Deutschland ist es nur zerstreut verbreitet, hier ist es sogar auf der Roten Liste der gefährdeten Pflanzenarten von 1996 als gefährdet bewertet. Seine Bestände gehen immer stärker zurück. In der Schweiz gilt die Art als ungefährdet.
Das Breitblättrige Wollgras ist meist in Nieder- und Quellmooren zu finden. Selten taucht es auch auf sehr nassen kalkreichen Wiesen auf. Das Breitblättrige Wollgras ist eine der Charakterpflanzen der basenreichen Niedermoore und Sumpfwiesen. Es ist eine Charakterart des Verbands Caricion davallianae. In den Allgäuer Alpen steigt es in Vorarlberg nahe der Widdersteinhütte bis zu 2015 Metern Meereshöhe auf. Bei Giufplan am Ofenpass erreicht es 2350 Meter, auf der Alp Composana ob Zinal im Kanton Wallis 2600 Meter.
Die ökologischen Zeigerwerte nach Landolt et al. 2010 sind in der Schweiz: Feuchtezahl F = 4+w+ (nass aber stark wechselnd), Lichtzahl L = 4 (hell), Reaktionszahl R = 4 (neutral bis basisch), Temperaturzahl T = 3 (montan), Nährstoffzahl N = 2 (nährstoffarm), Kontinentalitätszahl K = 3 (subozeanisch bis subkontinental).

## Taxonomie
Das Breitblättrige Wollgras wurde 1800 von David Heinrich Hoppe als Eriophorum latifolium in Botanisches Taschenbuch S. 108 erstbeschrieben. Bei Carl von Linné war die Art in Species Plantarum 1753 als Eriophorum polystachion mit anderen Arten vermengt.

## Nutzung
Früher wurde das Breitblättrige Wollgras in Notzeiten als Baumwollersatz oder zur Kissenbefüllung benutzt. Als Futtergras für Nutztiere ist es jedoch unbrauchbar.